# Listopad
Listopad (lat. october) deseti je mjesec godine po gregorijanskom kalendaru. On ima 31 dan.

### Etimologija riječi (podrijetlo)
U slavenskim je jezicima listopad dobio ime po tome što u tom mjesecu najviše opada lišće biljaka. U slovenskom, poljskom, ukrajinskom, bjeloruskom i češkom jeziku listopad je izvorno ime za hrvatski mjesec studeni. Stari hrvatski nazivi za listopad u nekim su krajevima bili: Miholjščak (po blagdanu sv. Mihaela Arkanđela kojim zapravo 29. rujna završava prethodni mjesec), kožaprst i desetnik.
Latinsko ime mjeseca October dolazi od riječi “octo“ (osmi mjesec) u Rimskom kalendaru.

## Vanjske poveznice

### Sestrinski projekti
|  | Zajednički poslužitelj ima stranicu o temi Prikazi mjeseca    |
|  | Zajednički poslužitelj ima još gradiva o temi Prikazi mjeseca |
|  | Wječnik ima rječničku natuknicu listopad                      |

### Wiki rječnik
- Imena u raznim jezicima: wiki rječnik (engl.)